# 2001年の政治
< 2000年 | 2001年の政治 | 2002年 >
2001年の政治（2001ねんのせいじ）では、2001年（平成13年）の政治分野で起きた出来事についてまとめる。
国旗が無い記述は、日本における出来事である。

## 出来事

### 1月
- 6日 - 中央省庁再編が施行され、行政機関が1府22省庁が1府12省庁に再編された。
- 14日 -  ポルトガル大統領選挙投開票。現職のジョルジェ・サンパイオが55.55%の票を得て再選。
- 16日
  - KSD事件に絡み、労働政務次官時代にその地位を利用し便宜を図ったとして小山孝雄参議院議員が受託収賄容疑で逮捕された。
  -  コンゴ民主共和国のローラン・カビラ大統領が護衛の兵士に撃たれ暗殺された。
- 20日 -  ジョージ・W・ブッシュが大統領就任式に於いて第43代アメリカ合衆国大統領に就任。
- 23日 - 額賀福志郎経済財政政策担当大臣が、KSD事件をめぐり1500万円の献金を受領していた責任を取り辞任。後任には麻生太郎元経済企画庁長官が就任。

### 2月
- 22日 - KSD事件への関与が取り沙汰されていた村上正邦前自民党参議院議員会長が議員辞職。
- 28日 - KSD事件に絡み、村上正邦前自民党参議院議員会長に対する証人喚問が参議院予算委員会で行われた。

### 3月
- 20日 - KSD事件で賄賂を受け取ったとして、村上正邦前自民党参議院議員会長が受託収賄容疑で逮捕された。
- 25日 - 千葉県知事選挙投開票。無所属で出馬。無所属新人で元参議院議員の堂本暁子が、自民・公明推薦の元参議院議員の岩瀬良三、民主・社民・連合千葉推薦で出馬した若井康彦らを破り、初当選を果たした。

### 4月
- 22日 - 名古屋市長選挙投開票。現職で自民・民主・公明・自由・社民・保守の推薦を受けた松原武久が再選。
- 24日 - 自民党総裁選挙の結果、小泉純一郎が橋本龍太郎元総理らを地方票で大幅に上回り当選。
- 26日 - 自民党の総裁・小泉純一郎が、衆・参両院で首班指名され、第87代内閣総理大臣に就任。これにより第1次小泉内閣が発足。

### 5月
- 13日
  -  イタリア総選挙投開票。結果、上下両院で中道右派連合「自由の家」が新選挙制度導入後、初めて上下両院で過半数を制することに成功し勝利。
  -  バスク自治州議会選挙投開票。バスク民族主義党が42.77%の票を得て勝利。その一方で、バスクの独立を目指すバスク祖国と自由（ETA）擁するエリ・バタスナが大敗し、スペインにおけるETAによるテロ行為が深刻化したきっかけとなった。

### 6月
- 1日 -  ネパール王族殺害事件発生。ビレンドラ国王ら王族9人が殺害された。ディペンドラ王太子が意識不明のまま王位継承したが4日に死去し、その後ビレンドラの弟ギャネンドラが王位継承。
- 7日 -  イギリス総選挙投開票。与党労働党は、前回より5議席減でほぼ前回並みの議席を維持し、トニー・ブレア首相は引き続き政権を維持することとなった。一方、前回総選挙で大敗した野党保守党は1議席増に留まり、ウィリアム・ヘイグ党首は敗北の責任をとって辞任。
- 18日 -  ブルガリア国民議会選挙投開票。民主化後の二大政党（民主勢力同盟と社会党）を押さえ、元ブルガリア国のシメオン2世が選挙直前に結成した新党「シメオン2世国民運動」が、最多得票を得て第一党となった。
- 25日 - 東京都議会議員選挙投開票。小泉政権誕生で人気が出た自民党が順調に議席を増やし、53議席を獲得した。

### 7月
- 29日 - 第19回参議院議員通常選挙投開票。小泉純一郎総裁が非常に高い人気を得て復調した自民党が64議席を獲得し勝利。

### 8月
- 東ティモールのインドネシアからの独立後の新憲法制定のための制憲議会の議員を選出するための東ティモール制憲議会選挙が行われた。東ティモール独立革命戦線が全88議席中55議席を得て圧勝した。

### 9月
- 13日 -  イアン・ダンカン・スミスが、総選挙敗北の責任を取り辞任したウィリアム・ヘイグの後任として野党保守党の党首に就任。
- 23日 -  ポーランド議会選挙投開票。民主左翼連合と労働連合の選挙連合が216議席（41.0%）を得て圧勝。
- 25日 - 自民党所属で元郵政官僚の高祖憲治参議院議員、現役の近畿郵政局長ら郵政関係者が公職選挙法違反容疑で逮捕され連座制適応の可能性が指摘されたことを受け議員辞職。

### 10月
- 3日 - 高祖憲治参議院議員の議員辞職を受け中島啓雄が繰り上げ当選。
- 7日 -  9月に発生したアメリカ同時多発テロ事件の容疑者の引渡しをアフガニスタンのターリバーン政権が拒否したことを受け、アメリカ軍がアフガニスタンへの侵攻を開始。11月14日に首都カーブルが陥落し、ターリバーン政権は崩壊。
- 21日 -  スペイン・ガリシア自治州議会選挙投開票。ガリシア国民党が過半数を制し、勝利。同党代表のマヌエル・フラガ・イリバルネが州首相に就任。
- 28日 - 伊藤宗一郎・小西哲両衆議院議員の死去に伴う宮城4区と滋賀2区の補欠選挙投開票。宮城4区では伊藤の息子信太郎、滋賀2区では小西の弟理がそれぞれ当選。

### 11月
- 25日 -  アメリカ同時多発テロ事件の発生を受け、国内の安全情報に関する情報機関を一つに集約するため、アメリカ合衆国国土安全保障省が発足。初代長官にはトム・リッジが就任。

### 12月
- 1日
  -  第五回中華民国立法委員選挙投票。民主進歩党が得票数を大幅に伸ばして躍進。中国国民党は大幅に議席を減らした。
  -  セルゲイ・ショイグ非常事態相が党首を務める「統一（英語版）」と中道左派連合「祖国・全ロシア」が統合し統一ロシアが成立。

## 死去
- 1月2日 - 島上善五郎：元日本社会党衆議院議員、元社会党国会対策委員長（* 1903年）
- 1月3日 - 森田景一：元公明党衆議院議員（* 1928年）
- 1月6日 - 中島洋次郎：元自由民主党衆議院議員（* 1959年）
- 1月16日 - ローラン・カビラ： コンゴ民主共和国大統領（* 1939年）
- 3月7日 - 岩垂寿喜男：元日本社会党衆議院議員、第33代環境庁長官（* 1929年）
- 3月7日 - 三原朝雄：元自由民主党衆議院議員、第96代文部大臣、第34代防衛庁長官、第23代自民党国会対策委員長（* 1909年）
- 5月24日 - 河本敏夫：元衆議院議員【民主党・国民民主党・改進党・日本民主党・自由民主党】、第32・34代経済企画庁長官、第36・38代通商産業大臣、第28代郵政大臣、第26・28代自民党政務調査会長（* 1911年）
- 5月29日 - 武藤山治：元日本社会党衆議院議員、元社会党政策審議会長（* 1925年）
- 6月1日 - ビレンドラ・ビール・ビクラム・シャハ： ネパール王国国王（* 1946年）
- 6月4日 - ディペンドラ・ビール・ビクラム・シャハ： ネパール国王（* 1972年）
- 7月23日 - 小西哲：自由民主党衆議院議員（* 1949年）
- 9月2日 - 木部佳昭：元自由民主党衆議院議員、第48代建設大臣、第35代自民党総務会長（* 1926年）
- 9月9日 - アフマド・シャー・マスード： アフガニスタン国防大臣・北部同盟副大統領兼軍司令官（* 1953年）
- 10月5日 - 瀬長亀次郎：元衆議院議員【沖縄人民党・日本共産党】、元那覇市長（* 1907年）
- 10月11日 - 高橋辰夫：元自由民主党衆議院議員（* 1928年）
- 10月17日 - レハバム・ゼエビ： 元イスラエル観光大臣（* 1926年）
- 11月8日 - 大出俊：元衆議院議員【日本社会党・社会民主党】、第59代郵政大臣、元社会党国会対策委員長（* 1922年）
- 12月12日 - 田沢吉郎：元自由民主党衆議院議員、第5代農林水産大臣、第5代国土庁長官、第25代自民党国会対策委員長（* 1918年）
- 12月22日 - 加藤シヅエ：元日本社会党衆議院議員・参議院議員（* 1897年）